# Gli orchestrali
Gli orchestrali (Musiciens à l'orchestre) è un dipinto del pittore francese Edgar Degas, realizzato nel 1874-1876 e conservato al Städelsches Kunstinstitut di Francoforte.

## Descrizione
Quest'opera corrobora la convinzione del poeta Charles Baudelaire, secondo cui «la vita parigina è ricca di soggetti poetici e meravigliosi: ne siamo avvolti, vi siamo immersi, come in una meravigliosa atmosfera, ma non ce ne accorgiamo». Secondo il critico Philippe Burty, in particolare, Degas ha rispettato fedelmente le prescrizioni di Baudelaire e, in virtù di questo impegno artistico, è diventato uno degli interpreti più sensibili della contemporaneità:
(Philippe Burty)
Questo dipinto, in particolare, si segnala per il suo ardito impianto compositivo, diviso in due zone orizzontali autonome, di cui la prima contiene la fossa degli orchestrali, con i vari musicisti intenti a suonare, e la seconda coglie le ballerine nel momento dell'inchino dell'étoile del balletto. Con l'immediatezza di un'istantanea fotografica Degas rapporta in maniera magistrale le teste degli orchestrali che, per via della distanza, sembrano colossali rispetto ai minuti e fragili corpi delle danzatrici sullo sfondo. Altrettanto temerario è l'apparato cromatico del dipinto, dove i neri profondi e decisi delle vesti dei musicisti, bordati da eleganti colletti bianchi, subiscono un acceso e vivace contrasto di colori con l'iridescenza del palcoscenico, ricco di abiti candidi e leggeri e di variopinte scenografie, il quale a loro volta proietta la propria luce contro l'auditorium buio.